# Drew Hayden Taylor
Drew Hayden Taylor (Curve Lake, Ontario, 1. srpnja 1962.) autohtoni je kanadski dramaturg, književnik i novinar. Smatra ga se jednim od najistaknutijih književnika autohtonih naroda Kanade; njegove su drame izvođene u Kanadi, SAD-u i Europi, a za svoja je djela višestruko nagrađivan.

## Životopis
Taylor je rođen 1. srpnja 1962. kao dio zajednice Prvog naroda Curve Lake, u kanadskom Ontariju. Dijete je majke iz naroda Ojibwe i oca bijelca. Njegovo pomiješano podrijetlo te napomene da ne izgleda kao pripadnik Prvih naroda ponukale su ga kasnije na pisanje serijala pod naslovom Funny, You Don't Look Like One, a u članku za Globe and Mail kritizirao je »brojanje krvnih zrnaca« u zajednicama kanadskih domorodaca. Odrastao je u rodnoj zajednici na indijanskome rezervatu sa samohranom majkom te u blizini članova šire obitelji, čije priče na obiteljskim okupljanjima smatra temeljem svojeg talenta za dramaturgiju, a osnovnu školu pohađao je u Lakefieldu. Već u ranoj dobio želio se baviti pisanjem. U dobi od 18 godina napustio je rezervat i odselio u Toronto.
Godine 1982. Taylor je diplomirao radiotelevizijsku tehnologiju na Seneca Collegeu u Torontu. Nakon što je završio fakultet, zaposlio se u radiju CBC-a kao reporter za pitanja autohtonih naroda, gdje je bio i producent u naobrazbi, a radio je i za Canadian Native Arts Foundation. Prvi veći projekt u kojemu je sudjelovao bila je 1987. televizijska emisija The Beach Combers. Od 1988. do 1989. surađivao je s prestižnom kazališnom družinom Native Earth Performing Arts, a potom od 1989. do 1991. s autohtonom kazališnom družinom De-Ba-Jeh-Mu-Jig s Manitoulin Islanda u Ontariju, učeći se pisanju drame. Godine 1990. objavio je svoj prvi tiskani rad, komediju The Bootlegger Blues, nastalu na izazov voditelja kazališne družine Larryja Lewisa da napiše komediju o životu autohtonih naroda. Od 1994. do 1997. ponovno je radio za NEPA kao umjetnički voditelj. Zbirka eseja iz 1996. Funny, You Don't Look Like One: Observations of a Blue Eyed Ojibway, prva u tom serijalu, privukla je na njega pažnju kritičara. Prvi roman iz 2007. godine, The Night Wanderer, isprva je napisao 1990-ih kao dramu, a zatim ga adaptirao u roman kada mu je za to pružena prilika. U intervjuu s autoricom Karen Irvine, kao razlog pisanju humorističnih djela naveo je prevagnjujuće turobnu književnost autohtonih naroda, koja mu se činila oprečnom šaljivome karakteru i veselim iskustvima koja je doživio u autohtonim zajednicama Sjeverne Amerike.
Taylor je tijekom života također radio za kazalište Cahoots, Sveučilište u Michiganu, Sveučilište u Zapadnom Ontariju, festival Stephen Leacock, festival Blyth, Sveučilište Lüneburg i Toronto Metropolitan University. Bio je i organizator Whetung Storytellers Festivala te Whetung Music Festivala u Curve Lakeu.

## Djela

### Publicistika
- Voices: Being Native in Canada, s Lindom Jaine (1992.)
- Funny, You Don't Look Like One (1998.)
- Further Adventures of a Blue-Eyed Ojibway: Funny, You Don’t Look Like One #2 (1999.)
- Furious Observations of a Blue-Eyed Ojibway: Funny, You Don’t Look Like One #3 (2002.)
- Futile observations of the Blue-Eyed Ojibway: Funny, You Don’t Look Like One #4 (2004.)
- Me Funny (2006.)
- Me Sexy (2008.)
- Drew Hayden Taylor: Essays on His Works (2008.)
- NEWS: Postcards from the Four Directions (2010.)
- Me Artsy (2015.)
- The Best of Funny, You Don’t Look Like One (antologija) (2015.)
- Me Tomorrow: Indigenous Views On the Future (2021.)

### Beletristika
- Fearless Warriors (kratke priče) (1998.)
- The Night Wanderer (2007.)
- Motorcycles and Sweetgrass (2010.)
- The Night Wanderer: A Graphic Novel, ilustrirao Mike Wyatt (2013.)
- Take Us To Your Chief: and Other Stories (short stories) (2016.)
- Chasing Painted Horses (2019.)
- Cold (2024.)

### Drame
- Toronto at Dreamer’s Rock (1989.)
- Education is Our Right (1990.)
- Talking Pictures (1990.)
- The Bootlegger Blues (1990.)
- Someday (1991.)
- The All Complete Aboriginal Show Extravaganza (1994.)
- Girl Who Loved Her Horses (1995.)
- The Baby Blues (1995.)
- 400 Kilometres (1996.)
- Only Drunks and Children Tell the Truth (1996.)
- alterNatives (1999.)
- Toronto@DreamersRock.com (1999.)
- The Boy in the Treehouse (2000.)
- The Buz’Gem Blues (2001.)
- Sucker Falls (2001.)
- Raven Stole the Sun (2004.)
- In a World Created by a Drunken God (2004.)
- The Berlin Blues (2007.)
- Three Tricksters (2009.)
- Dead White Writer on the Floor (2010.)
- God and The Indian (2013.)
- Cerulean Blue (2014.)
- Spirit Horse (2016.)
- Cottagers and Indians (2018.)

## Nagrade
- 1992.:
  - Chalmers Award za najbolju dramu za mlade Toronto at Dreamer’s Rock
  - Canadian Authors Association Literary Award za najbolju dramu The Bootlegger Blues
- 1996.: 
  - Dora Mavor Moore Award za izvanrednu novu dramu Only Drunks and Children Tell The Truth
  - Native Playwrights Award za dramu The Baby Blues pod sponzorstvom Sveučilišta u Aljaski
- 1997: 
  - James Buller Award za najboljeg dramaturga
  - Native Playwrights award Sveučilišta u Aljaski za dramu Pranks (kasnije poznatu kao alterNatives)
- 2000.: British Columbia Millenium Award za najbolju knjigu Furious Adventures of a Blue-eyed Ojibway
- 2006.: nominacija za Nagradu generalnog guvernera za dramu In a World Created by a Drunken God
- 2007: nominacija za Rand McNally Best Aboriginal Book of the Year za roman The Night Wanderer.
- 2008.: 
  - Independent Publisher Book Award za The Night Wanderer
  - First Americans in the Arts Award za izvanredno postignuće u književnosti, knjiga Me Funny
- 2009.: Victor Martyn Lynch-Staunton Award Kanadskog vijeća za umjetnost
- 2010.: 
  - uži izbor za Nagradu generalnog guvernera za roman Motorcycles and Sweetgrass
  - Nagrada premijera Ontarija za umjetnost i dizajn
- 2011.: nagrada CBC Bookie za najboljeg lika za roman Motorcycles and Sweetgrass
- 2012.: Dijamantna jubilejska medalja kraljice Elizabete II.

Izvori: